# Кіпіні (кратер)
Кіпіні — це метеоритний кратер у квадранглі Oxia Palus на планеті Марс. Він розташований за координатами 25.86 пн. ш. та 31.6 зх. д. Свою назву отримав у 1976 році від містечка у Кенії.